# Cesare d'Avalos
Cesare d'Avalos (16 luglio 1536 – 21 agosto 1614) è stato un nobile, militare e politico italiano, marchese di Padula e gran cancelliere del Regno di Napoli.

## Biografia
Cesare d'Avalos nacque il 16 luglio 1536 come figlio quintogenito di Alfonso III d'Avalos e Maria d'Aragona.
Ricoprì numerosi incarichi significativi di natura sia civile che militare. Partecipò a diversi conflitti nei quali fu coinvolta la corona spagnola sotto Filippo II di Spagna: prese infatti parte agli scontri avvenuti nel contesto della crisi di successione portoghese per poi passare nei Paesi Bassi spagnoli, partecipando alla vittoriosa battaglia di Jemmingen. Partecipò inoltre a diverse campagne condotte da don Giovanni d'Austria, prendendo parte alla battaglia di Lepanto e alla conquista di Tunisi del 1573. Cesare d'Avalos ricoprì inoltre la prestigiosa carica di gran cancelliere del regno, uno dei sette grandi uffici del Regno di Napoli. Fu insignito del titolo di cavaliere dell'Ordine militare di Alcántara.
Nel 1603 Cesare vendette Buonabitacolo e Padula a Giovan Gerolamo de Ponte per 62.000 ducati e fece edificare a Napoli come propria residenza l'edificio oggi noto con il nome di Palazzo Carafa di Maddaloni. Cesare fu ritratto insieme ai fratelli Francesco Ferdinando e Giovanni d'Avalos da Bernardino Campi, del quale essi furono protettori e committenti.

## Discendenza
Cesare d'Avalos si sposò a Napoli il 24 novembre 1577 con Lucrezia del Tufo, figlia di Giovanni Girolamo del Tufo ed Antonia Carafa, dalla quale ebbe due figli:
- Giovanni I (?-8 novembre del 1638), ottenne da Filippo IV di Spagna nel 1628 il titolo di principe di Montesarchio, feudo che aveva acquistato nel 1622 da Sveva d'Avalos (figlia di Ferdinando d'Avalos signore di Gesso, secondogenito di Carlo d'Avalos) e Giulio Cesare di Capua. Con Giovanni ebbe inizio il ramo dei d'Avalos di Montesarchio. Sposò Andreana di Sangro, dalla quale ebbe tre figli: 
  - Giuseppe, morto in giovane età
  - Andrea, secondo principe di Montesarchio
  - Francesco, ottenne nel 1649 il titolo di principe di Troia, dando origine al ramo dei d'Avalos di Troia
- Innico III (1578-1632), il quale avrebbe acquisito tramite il matrimonio con la nipote Isabella d'Avalos (figlia di Alfonso Felice d'Avalos e Lavinia Feltria Della Rovere) i titoli di marchese del Vasto e marchese di Pescara. Dal matrimonio sarebbero nati:
  - Ferdinando Francesco d'Avalos (?-1648), marchese del Vasto e marchese di Pescara
  - Diego d'Avalos (?-1697), marchese del Vasto e marchese di Pescara
  - Francesca d'Avalos (?-1676), principessa di Avellino e di Gallicano, moglie di Marino II Caracciolo
  - Bonaventura (1609-1675), frate agostiniano e vescovo di Volturara[8]
  - Tommaso, frate domenicano e vescovo di Lucera
  - Alfonso, morto in giovane età
  - Lucrezia, monaca
  - Antonia, monaca

## Albero genealogico
|                                          |                        |                                                 | Genitori                                                |  |  | Nonni |  |  | Bisnonni                                  |  |  | Trisnonni                              |  |
|                                          |                        |                                                 |                                                         |  |  |       |  |  | Innico I d'Avalos, conte di Monteodorisio |  |  | Ruy López Dávalos, II conte di Ribadeo |  |
|                                          |                        |                                                 |                                                         |  |  |       |  |  | Innico I d'Avalos, conte di Monteodorisio |  |  | Ruy López Dávalos, II conte di Ribadeo |  |
|                                          |                        | Costanza de Tovar                               |                                                         |  |  |       |  |  | Innico I d'Avalos, conte di Monteodorisio |  |  |                                        |  |
| Innico II d'Avalos, I marchese del Vasto |                        |                                                 |                                                         |  |  |       |  |  | Innico I d'Avalos, conte di Monteodorisio |  |  |                                        |  |
|                                          |                        | Antonella d'Aquino, III marchesa di Pescara     | Berardo Gaspare d'Aquino, II marchese di Pescara        |  |  |       |  |  |                                           |  |  |                                        |  |
|                                          |                        | Antonella d'Aquino, III marchesa di Pescara     | Berardo Gaspare d'Aquino, II marchese di Pescara        |  |  |       |  |  |                                           |  |  |                                        |  |
|                                          |                        | Antonella d'Aquino, III marchesa di Pescara     | Beatrice Caetani                                        |  |  |       |  |  |                                           |  |  |                                        |  |
| Alfonso III d'Avalos                     |                        | Antonella d'Aquino, III marchesa di Pescara     |                                                         |  |  |       |  |  |                                           |  |  |                                        |  |
|                                          |                        | Roberto II Sanseverino, III principe di Salerno | Antonello Sanseverino, II principe di Salerno           |  |  |       |  |  |                                           |  |  |                                        |  |
|                                          |                        | Roberto II Sanseverino, III principe di Salerno | Antonello Sanseverino, II principe di Salerno           |  |  |       |  |  |                                           |  |  |                                        |  |
|                                          |                        | Roberto II Sanseverino, III principe di Salerno | Costanza da Montefeltro                                 |  |  |       |  |  |                                           |  |  |                                        |  |
| Laura Sanseverino                        |                        | Roberto II Sanseverino, III principe di Salerno |                                                         |  |  |       |  |  |                                           |  |  |                                        |  |
|                                          |                        | Maria d'Aragona                                 | Alfonso de Aragón y de Escobar, I duca di Vilahermosa   |  |  |       |  |  |                                           |  |  |                                        |  |
|                                          |                        | Maria d'Aragona                                 | Alfonso de Aragón y de Escobar, I duca di Vilahermosa   |  |  |       |  |  |                                           |  |  |                                        |  |
|                                          |                        | Maria d'Aragona                                 | Leonor de Sotomayor                                     |  |  |       |  |  |                                           |  |  |                                        |  |
| Cesare d'Avalos, marchese di Padula      |                        | Maria d'Aragona                                 |                                                         |  |  |       |  |  |                                           |  |  |                                        |  |
|                                          | Ferdinando I di Napoli | Alfonso V d'Aragona                             |                                                         |  |  |       |  |  |                                           |  |  |                                        |  |
|                                          | Ferdinando I di Napoli | Alfonso V d'Aragona                             |                                                         |  |  |       |  |  |                                           |  |  |                                        |  |
|                                          | Ferdinando I di Napoli | Gueraldona Carlino                              |                                                         |  |  |       |  |  |                                           |  |  |                                        |  |
| Ferdinando d'Aragona, duca di Montalto   | Ferdinando I di Napoli |                                                 |                                                         |  |  |       |  |  |                                           |  |  |                                        |  |
|                                          |                        | Diana Guardato                                  | Zaccaria Guardato                                       |  |  |       |  |  |                                           |  |  |                                        |  |
|                                          |                        | Diana Guardato                                  | Zaccaria Guardato                                       |  |  |       |  |  |                                           |  |  |                                        |  |
|                                          |                        | Diana Guardato                                  | …                                                       |  |  |       |  |  |                                           |  |  |                                        |  |
| Maria d'Aragona                          |                        | Diana Guardato                                  |                                                         |  |  |       |  |  |                                           |  |  |                                        |  |
|                                          |                        | Raimondo de Cardona, duca di Somma              | Antonio de Cardona                                      |  |  |       |  |  |                                           |  |  |                                        |  |
|                                          |                        | Raimondo de Cardona, duca di Somma              | Antonio de Cardona                                      |  |  |       |  |  |                                           |  |  |                                        |  |
|                                          |                        | Raimondo de Cardona, duca di Somma              | Castellana de Requenses                                 |  |  |       |  |  |                                           |  |  |                                        |  |
| Castellana de Cardona                    |                        | Raimondo de Cardona, duca di Somma              |                                                         |  |  |       |  |  |                                           |  |  |                                        |  |
|                                          |                        | Isabel de Requesens y Enríquez de Velasco       | Galcerán de Requesens i Joan de Soler, conte di Palamos |  |  |       |  |  |                                           |  |  |                                        |  |
|                                          |                        | Isabel de Requesens y Enríquez de Velasco       | Galcerán de Requesens i Joan de Soler, conte di Palamos |  |  |       |  |  |                                           |  |  |                                        |  |
|                                          |                        | Isabel de Requesens y Enríquez de Velasco       | Beatriz Enríquez de Velasco                             |  |  |       |  |  |                                           |  |  |                                        |  |
|                                          |                        | Isabel de Requesens y Enríquez de Velasco       |                                                         |  |  |       |  |  |                                           |  |  |                                        |  |